# 구로자사역
구로자사역(일본어: 黒笹駅, くろざさえき)은 일본 아이치현 미요시시에 소재하는 나고야 철도 도요타선의 역이다. 역 번호는 TT04이다.

## 역 구조
상대식 승강장 2면 2선의 고가역이다. 역 집중 관리 시스템이 도입된 간이역으로 도요타 시 역에서 원격 관리되고 있다.
역 서쪽(고메노키 역 쪽)에는 아이치 연못을 넘는 아이치 연못 교량(길이 256m)이 교차되고 있으며 안전으로 인하여 풍속계가 설치되어 있다. 그래서 강풍 시 회차 운전용에 대비한 건늠선이 설치되어 있다

### 승강장
| 번호 | 노선        | 방향 | 행선                                        |
| ---- | ----------- | ---- | ------------------------------------------- |
| 1    | ■ 도요타 선 | 상행 | 도요타 시 방면                              |
| 2    | ■ 도요타 선 | 하행 | 아카이케・후시미・가미오타이・이누야마 방면 |

## 역 주변
역 주변에는 주택지가 펼쳐진다. 역의 북동부에는 미요시 구로자사 연구 개발 공업 단지가 있고, 토요타 자동차의 연구소 등이 입지하고 있다.
- 미요시 시립 구로자사 공민관
- 미요시 시립 구로자사 초등학교
- 미요시 시립 구로자사 보육원
- 피아고 구로자사점
- 미요시 컨트리 클럽(동해 클래식 개최)
- 아이치 목장
- 아이치 국제 병원
- 도호 고등학교 도고 그라운드
- 토요타 자동차 바이오・녹화 연구소
- 코지마 프레스 공업 구로자사 기술 센터
- 도요타 야상 정원
- 일본 압착 단자 제조 나고야 기술 센터・나고야 영업소
- 도요 화학

## 역사
- 1979년 7월 29일: 개업.
- 1984년 3월: 유인화, 7시 ~ 19시에만 역무원이 배치됨.
- 2003년 10월 1일: 트랜 패스 사용 개시에 따라 역 집중 관리 시스템 도입, 무인화.
- 2006년: 엘리베이터 설치.
- 2011년
  - 2월 11일: IC카드 승차권 "manaca" 공용 개시.
  - 5월 7일: 미요시가오카 제3 특정 토지 구획 정리 사업의 환지 처분에 따라, 동명과 번지 변경.
- 2012년 2월 29일: 트랜 패스 공용 종료.

## 인접역
| 나고야 철도 ■ 도요타선      | 나고야 철도 ■ 도요타선 | 나고야 철도 ■ 도요타선           |
| --------------------------- | ---------------------- | -------------------------------- |
| TT05 고메노키 아카이케 방면 |                        | 미요시가오카 TT03 도요타 시 방면 |